# James Stephens
James Stephens (ur. 18 maja 1951 w Mount Kisk) – amerykański aktor filmowy i telewizyjny. Grał m.in. w serialach The Paper Chase, Matlock, M*A*S*H czy Detektyw w sutannie jako ksiądz Prestwick.